# (119979) 2002 WC19
(119979) 2002 WC19は太陽系外縁天体の一つ。軌道の多くは冥王星より遠く、カイパーベルトと呼ばれる範囲に含まれる。2002年11月16日にパロマー天文台で発見された。
| 軌道 | 1:2 秤動 海王星はおおよそ5時の位置。 |

2002 WC19はトゥーティノ族とよばれる軌道をとっており海王星と1:2の軌道共鳴を行っており、海王星の2倍の時間をかけて太陽を公転する。軌道長半径はエッジワース・カイパーベルトでカイパーの崖と呼ばれる外縁に近い。
トゥーティノの存在数を知れば、海王星がこれらの星を誕生した場所から7AUを移動するために100万年か1000万年といったどれくらいの時間をかけたかという問題が明らかにされるかもしれない。

## 衛星
(119979) 2002 WC19を回る衛星が2007年2月27日に報告されている。おおよそ2,760±250km離れていると推測されており、直径は127km以下と考えられる。